# Świedziebnia (gmina)
Świedziebnia est une gmina rurale du powiat de Brodnica, Couïavie-Poméranie, dans le centre-nord de la Pologne. Son siège est le village de Świedziebnia, qui se situe environ 15 km au sud-est de Brodnica et 64 km à l'est de Toruń.
La gmina couvre une superficie de 103,83 km2 pour une population de 5 116 habitants.

## Géographie
La gmina inclut les villages de Brodniczka, Chlebowo, Dzierzno, Granaty, Grzęby, Janowo, Kłuśno, Księte, Mełno, Michałki, Niemojewo, Nowa Rokitnica, Nowe Zasady, Okalewko, Ostrów, Rokitnica-Wieś, Stare Zasady, Świedziebnia, Zasadki et Zduny.
La gmina borde les gminy de Bartniczka, Brodnica, Górzno, Lubowidz, Osiek, Rypin et Skrwilno.